# 神閔敬皇后
神閔敬皇后（しんびんけいこうごう）は、五代十国時代の後唐の荘宗李存勗の皇后。姓は劉氏。諱は不詳。

## 生涯

### 皇后になるまで
魏州成安県の人。父の劉山人は貧しい薬採りであった。
唐の乾寧3年（896年）、晋王李克用軍が魏州を攻め取った時、5歳か6歳だった劉氏は裨将の袁建豊に捕らえられ、婢女となった。李克用の側室の曹氏が劉氏を引き取って吹笙と歌舞を仕込んだ。年頃になると、晋陽で一番の美女と称された。
李存勗が晋王となった後、酒宴中に劉氏に気付き、自身の側女にした。その頃、晋王の宮には既に正妻の衛国夫人韓氏がいた上、「夾寨夫人」と称された側室の侯氏が李存勗に深い寵愛を受けていた。しかしその後、劉氏は長男の李継岌を産んで李存勗を喜ばせ、劉氏は魏国夫人に封ぜられた。また、劉氏は頭が良かった上に音曲の才もあり、寵愛がますます深まっていった。
李存勗（荘宗）が後唐の皇帝として即位すると、皇后をすぐには立てず、妻妾らは寵愛を争った。丞相豆盧革と成徳軍節度使の郭崇韜が権勢を奪われるのを恐れて、劉氏を皇后に立てるよう密奏した。
たまたま実父の劉山人が、娘の音信を知って皇宮に来た。荘宗は袁建豊を召し出した。袁建豊は「乾寧3年（896年）に成安北部の農村で、この男が懸命に夫人を抱えていました」と当時の状況を答えた。その頃、正妻の韓氏が劉氏や伊氏など側室らと寵愛を争い、自身の出自の高さを誇示した。劉氏は貧賤の出身のため恥じ入り、「父はもう乱兵に殺されました。この貧乏人は詐欺師です」と言い、父を杖刑に処させて放逐した。荘宗はこの事件を面白がり、『劉山人尋女』という劇を作った。そして自ら薬農に扮し、農村の子供の姿をさせた李継岌を連れて皇宮に入った。劉氏は激怒し、李継岌を打った。
同光2年（924年）4月、劉氏は皇后に立てられた。

### 皇后時代以後
荘宗はしばらくすると、得意のあまり政治に関心を持たず、放蕩三昧の生活を送った。皇后として強い権力を持った劉氏は蓄財に励み、各地に人を遣わして商売をした。市場には皇后直販の商品が並んだ。諸侯からの貢物があれば必ず半分、しかも良い物を皇后の財物にした。劉氏はまた嫉妬深く、荘宗の妃嬪の一人が男子を産むと、李紹栄（元行欽）に妻として与えられるよう仕向けるなどした。自身の財欲のみで庶民の生活を思いやることはなく、兵士の給与も滞った。
同光3年（925年）秋、大水が出たため、豆盧革が宮中の財庫を開いて軍費に充てるよう上奏した。皇后は激怒し、2枚の銀の盆と3人の皇子を突き出して「どうぞ！宮中に残っている物はこれだけよ、軍隊にくれてやって」と言い放った。豆盧革も退出するしかなかった。同年冬、指揮使の趙在礼が魏州で兵を挙げた。皇后はやむなく宮庫を開くことに同意したが、軍隊は「俺たちの妻子はもう餓死した」と怒号した。
同光4年（926年）春、魏王に封ぜられた李継岌は郭崇韜と共に前蜀を平定した。郭崇韜が滅ぼした前蜀の財物を荘宗の元へ護送する手配をしたが、度重なる騒動のため滞った。そのため李継岌の猜疑を受け、また同時に宦官や伶人らに誣告されたため、荘宗は宦官の馬彦珪を成都に派遣し、郭崇韜を逮捕しようとした。皇后は郭崇韜の速やかな誅殺を扇動したが、荘宗は「まだ罪を実証していない」と拒否した。皇后は気に障り、密かに李継岌に対して手詔を下し、ただちに郭崇韜を一族もろとも処刑するよう命令した。李継岌はやむなく郭崇韜を誘い出し、頭を叩き割らせて惨殺した。3人の息子も処刑した。皇后の行為を荘宗も黙認した。
郭崇韜の突然の秘密処刑に対して、都の洛陽では流言が広まった。まもなく、郭崇韜の一族と睦王李存乂と尚書郎の楊千郎も洛陽で処刑されたので、流言が盛んに行われた。「郭崇韜は蜀の皇帝として即位すると魏王を殺害したので、親友もろとも処刑された」といったものであった。続いて、荘宗は孔謙の讒言で仮子の李継麟（朱友謙）を共謀の罪により一族もろとも処刑した。李継麟の子の李承徽が澶州刺史に任じられていたが、荘宗は武徳使の史彦瓊を遣わし、史彦瓊はすぐさま夜分に李承徽を殺した。「皇后は夫帝を暗殺し、自ら皇帝として即位した」と新たな流言が広まり、魏州の兵士の皇甫暉がそのために起兵した。荘宗は李嗣源を鎮圧に向かわせたが、李嗣源は逆に皇帝に擁立された。
荘宗は禁軍を率いて自ら鎮圧に出陣したが、戦意のない軍隊は洛陽で反乱を起こした。荘宗は血戦の末に流れ矢で重傷を負った。皇后劉氏は見舞いをしなかった上、急いで金銀財宝を持ち出し、私通していた皇弟の李存渥と共に晋陽へ逃げた。李存渥はその途上で部下に殺害された。劉氏は晋陽に逃げ込むと尼僧になった。同年4月、劉氏は李嗣源に逮捕され、賜死とされた。
李嗣源の娘婿であった石敬瑭が後晋を建てた後、「敬」の諡を追贈され、夫の諡を重ねて「神閔敬皇后」と称された。

## 伝記資料
- 『新五代史』
- 『旧五代史』